# مانجی فوکوشیما
مانجی فوکوشیما (انگلیسی: Manji Fukushima؛ زادهٔ ) یک بازیکن تنیس روی میز اهل ژاپن است. 